# Seznam ulic v Slovenskih Konjicah
Seznam ulic, cest in trgov v Slovenskih Konjicah je abecedni seznam ulic, cest in trgov v Slovenskih Konjicah, z nekaterimi povezavami na članke, po katerih so dobili ime  ter dopolnitvami.

## A
```
Aškerčeva ulica
+
  (
Anton Aškerc
) - 
zemljevid
 
2
```

## C
- Celjska cesta+  (Celje) - zemljevid 2
- Cesta pod goro+  (Konjiška gora) - zemljevid 2
- Cvetlična ulica+   - zemljevid 2

## D
- Delavska ulica+   - zemljevid 2

## G
- Grajska ulica+  (Grad Konjice) - zemljevid 2

## I
- Industrijska cesta+   - zemljevid 2

## K
- Kajuhova ulica+  (Karel Destovnik Kajuh) - zemljevid 2
- Kletna ulica+   - zemljevid 2

## L
- Lambrechtova ulica+  (Franc Lambrecht) - zemljevid 2
- Liptovska ulica+  (Liptovský Mikuláš) - zemljevid 2

## M
- Mariborska ulica+  (Maribor) - zemljevid 2
- Mizarska cesta+  (Mizar) - zemljevid 2
- Mlinska cesta+  (Mlinska cesta, Slovenske Konjice) - zemljevid 2
- Mestni trg+  (Slovenske Konjice) - zemljevid 2

## O
- Ob potoku+  (Potok) - zemljevid 2
- Obrtniška ulica+  (Obrt) - zemljevid 2
- Oplotniška cesta+  (Oplotnica) - zemljevid 2

## P
- Pod gradom+  (Grad Konjice) - zemljevid 2
- Podjetniška ulica+   - zemljevid 2
- Poljska cesta+  (Polje (kmetijstvo)) - zemljevid 2
- Prečna ulica+   - zemljevid 2
- Prešernova ulica+  (France Prešeren) - zemljevid 2
- Prevrat+  (Slovenske Konjice) - zemljevid 2
- Prežihova ulica+  (Lovro Kuhar) - zemljevid 2

## S
- Slomškova ulica+  (Anton Martin Slomšek) - zemljevid 2
- Stari trg+  (Slovenske Konjice) - zemljevid 2

## Š
- Šarhova ulica+  (Alfonz Šarh) - zemljevid 2
- Šolska cesta+  (Osnovna šola) - zemljevid 2
- Škalska cesta+  (Škalce) - zemljevid 2
- Štajerska ulica+  (Štajerska) - zemljevid 2

## T
- Tattenbachova ulica+  (Ivan Erazem Tattenbach) - zemljevid 2

## U
- Ulica Adolfa Tavčarja+  (Adolf Tavčar) - zemljevid 2
- Ulica Anice Černejeve+  (Anica Černej) - zemljevid 2
- Ulica Antona Janše+  (Anton Janša) - zemljevid 2
- Ulica Borisa Vinterja+  (Boris Vinter) - zemljevid 2
- Ulica dr. Rudolfa+  (Ivo I. Rudolf) - zemljevid 2
- Ulica Ivana Minattija+  (Ivan Minatti) - zemljevid 2
- Ulica pri izviru+   - zemljevid 2
- Ulica Toneta Melive+  (Anton Meliwa) - zemljevid 2
- Usnjarska cesta+  (Usnje) - zemljevid 2

## V
- Vešeniška cesta+  (Vešenik) - zemljevid 2
- Vinogradna ulica+  (Vinograd) - zemljevid 2
- Vrtna ulica+  (Vrt) - zemljevid 2

## Ž
- Žička cesta+  (Žiče) - zemljevid 2